# Бартенев, Фёдор Александрович
Фёдор Александрович Бартенев (24 сентября 1916, Нальчик — 20 ноября 1982, Евпатория, Крымская область) — советский педагог,  учитель математики, заслуженный учитель УССР, почётный гражданин Евпатории. В его честь в Евпатории была названа улица.

## Биография
Родился 24 сентября 1916 года в городе Нальчик, Кабардино-Балкарская АССР в семье энтомолога А. Н. Бартенева, ректора Ростовского университета в 1920-1921 годах, который позднее стал одним из основателей Казахстанского университета, академиком АН Казахской ССР. Брат, Сергей Александрович Бартенев (1925–2020), профессор, доктор экономических наук, лауреат Государственной премии СССР.
Школьные годы провёл в Московской опытно-показательной школе-интернате имени А. Н. Радищева. Окончил физико-математический факультет Московского индустриально-педагогического института им. К. Либкнехта в 1939 году, преподавал в школах Иркутска.
Участник Великой Отечественной войны, призван Иркутским ГВК в 1941 году. Служил в 1036 стрелковом полку 293-й стрелковой дивизии Забайкальского фронта. Участник Советско-японской войны. Был награжден медалью «За боевые заслуги» 5 сентября 1945 года. Из наградного листа: «В бою за овладение участком Хайларского укрепрайона сержант Бартенев Ф. А. лично с поля боя под огнем противника и во время контратаки вынес четырех раненых бойцов и семеро убитых с их оружием». Старший сержант, командир отделения, кавалер боевых наград, в том числе награжден медалями «За боевые заслуги» и «За победу над Японией».
В ноябре 1945 года Федор Александрович демобилизовался и прибыл в Евпаторию, где жила его мать. Здесь он работал сначала в детском доме для испанских детей, затем бессменно учителем математики в средних школах № 3 и № 10. Последний год работы педагог провел в школе-новостройке № 6. 
В 1957 году Федор Бартенев окончил аспирантуру в НИИ педагогики УССР в Киеве. Он был одним из тех, кто в 1963-м организовал в Евпатории ЮМШ – юношескую математическую школу, а затем математические классы. 
Его пособие по алгебре было напечатано в СССР тиражом 200 000 экземпляров.
Федор Александрович Бартенев вел большую общественную работу. Он был депутатом Евпаторийского городского совета, участвовал в съездах учителей УССР, разных педагогических чтениях. За свою педагогическую деятельность награжден орденом Ленина, медалью А. Макаренко. Почетный гражданин Евпатории. 
Умер в 1982 году.

## Память

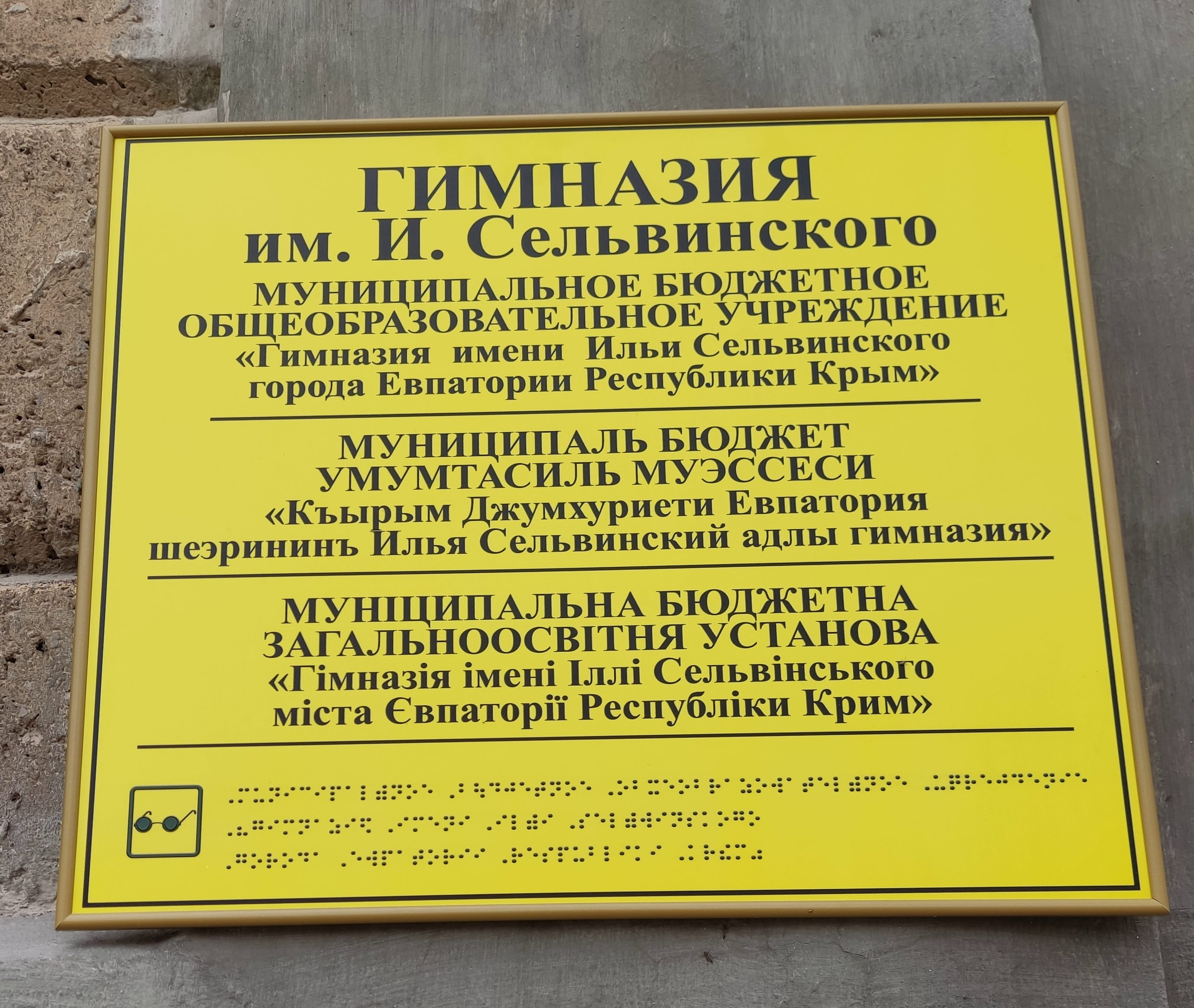
Официальная табличка на школе №3 (ныне Гимназия им Сельвинского), где трудился Ф. А. Бартенева
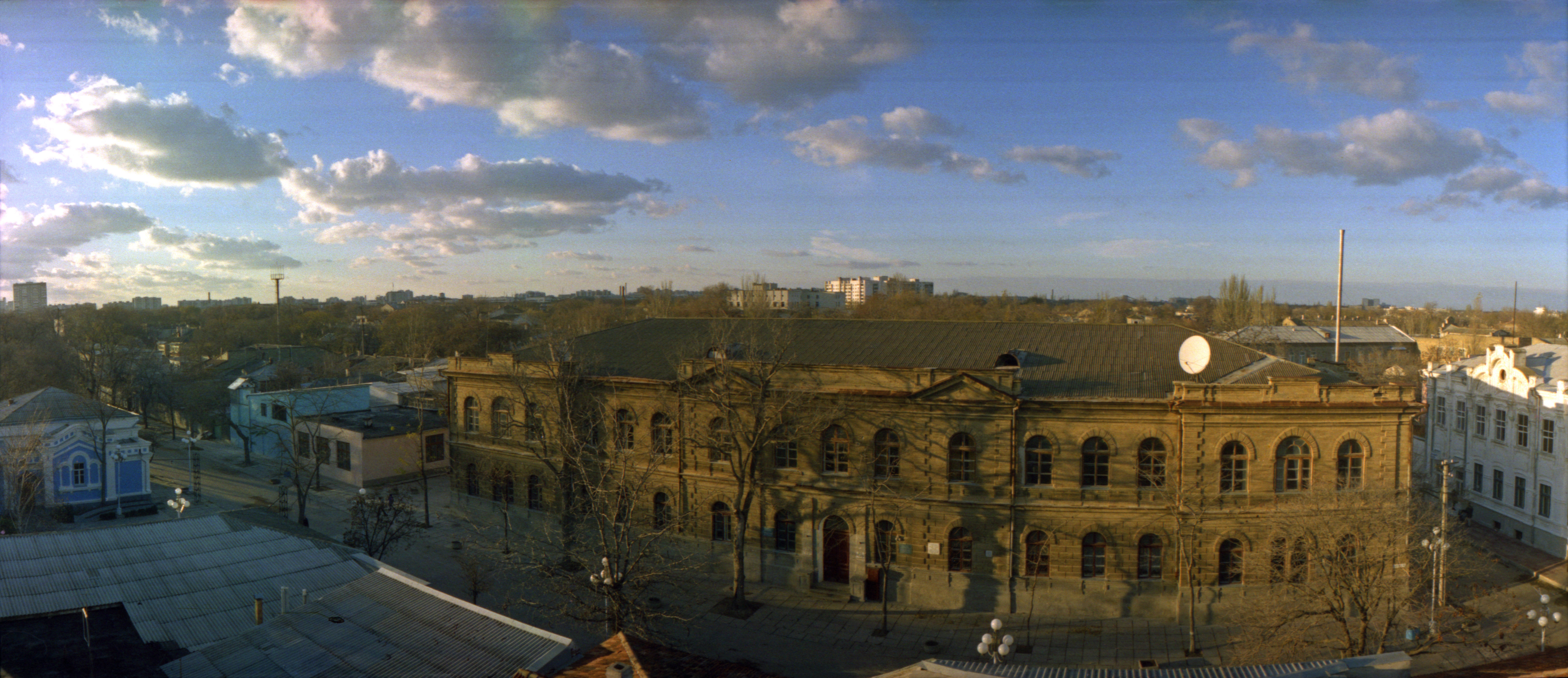
Общий вид гимназического квартала квартала и ул. Бартенева
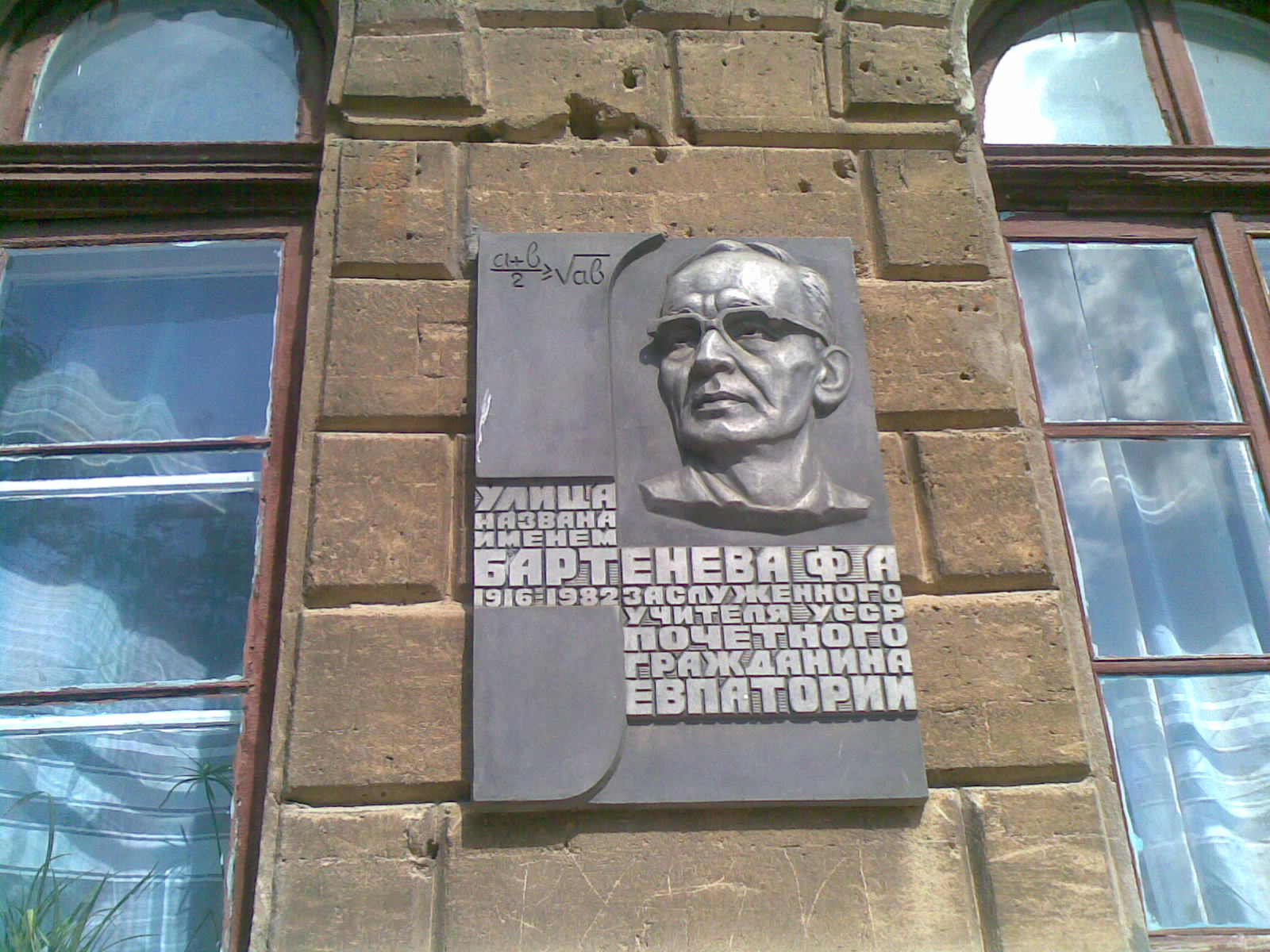
Мемориальная табличка Ф. А. Бартенева (1916–1982) , в честь которого названа улица

- Почетный гражданин Евпатории. Звание было присвоено 17 октября 1977[5][6].
- Его именем была названа улица, где располагались школы, в которых он работал — № 3 и № 10 — ныне гимназия им. И. Сельвинского.
- На ее здании установлена мемориальная доска, посвященная учителю, а в кабинете математики создан музейный уголок его памяти. Там установлен бюст Бартенева, витрины с документами и личными вещами учителя, информационные стенды[7].

## Семья
- сын - Владимир Федорович Бартенев - учитель математики, «Заслуженный учитель АРК»  (2005), «Заслуженный учитель Украины»  (2011)[8].
- сын - Александр Фёдорович Бартенев (1953—2015) — советский и украинский энтомолог (специалист по жукам семейств Cerambycidae, Scolytidae), член Харьковского энтомологического общества, заведующий Кафедрой зоологии Биологического факультета Харьковского национального университета им В. Н. Каразина.